# Nat Knowles
Nathaniel „Nat” Knowles (ur. 29 października 1948) – bahamski bokser, olimpijczyk.
Wystąpił na Letnich Igrzyskach Olimpijskich 1972 w wadze średniej. W 1/16 finału pokonał Faustino Quinalesa z Wenezueli przez dyskwalifikację. W pojedynku 1/8 finału został znokautowany przez Nazifa Kurana z Turcji.
W 1974 roku wystąpił na Igrzyskach Ameryki Środkowej i Karaibów 1974, na których zdobył srebrny medal w wadze średniej. Był to pierwszy medal zdobyty w boksie przez Bahamczyka na imprezie tej rangi.